# Appendix Vergiliana
Appendix Vergiliana («Додаток до Вергілія») — комплекс поетичних текстів, які приписуються римському поетові Вергілію. Римський граматик Мавр Сервій Гонорат називає вісім , у римського історика Светлонія фігурують шість із них, окремі твори згадуються в інших античних авторів.
У науці немає єдиної думки про те, які тексти з цього списку дійсно належать перу Вергілія. В епоху гіперкритицизму вважалося, що майже весь вміст Appendix Vergiliana — твори невідомих поетів, сучасників Вергілія чи представників пізнішої доби. З середини XX століття картина стала складнішою: є дві крайні точки зору (багато німецьких дослідників на чолі з Карлом Бюхнером виступали за гіперкритицизм, більшість італійців вважає, що весь Appendix дійсно написаний Вергілієм) і одна компромісна, згідно з якою список справжніх вергілієвих робіт може включати більше двох пунктів, а решта могла бути написана членами того ж літературного гуртка і, відповідно, теж має цінність для біографії поета.

## Склад
- «Комар» — невелика поема, яку Вергілій написав, за даними Светонія, у 16-річному віці (на думку деяких дослідників, найпізніша з можливих датувань — середина 44 року до н. е. [6]). Її герой — пастух, який засинає на сонці, не помічаючи, як до нього повзе гадюка. Комар жалить пастуха, той прокидається, вбиває комара і помічає змію. Вбивши і її, людина ховає свого рятівника і пише віршовану епітафію на могильному камені [3]. Більшість дослідників бачить у цій поемі пародіювання стилю ритора Епідія, який навчав Вергілія ораторському мистецтву; Тадей Зелінський припустив, що це переклад з грецької [7]. Поема могла бути присвячена Гаю Октавію / Октавіану [8]: можливо, саме до нього Вергілій звертається кілька разів як до «святого хлопчика» [9] («Хлопчик святий, тобі ця пісня…» [10]). Втім, звучать голоси проти цієї гіпотези [11]. Більшість дослідників вважає, що поема була написана невідомим поетом «епохи Тіберія — Клавдія» [12].
- Скопа (Кіріс) — поема, що розповідає про Скіллу. Ця героїня грецьких міфів із любові до царя Крита Міноса занапастила свого батька, а після цього перетворилася на птаха. В окремих рядках є явна перекличка з Енеїдою, і це аргумент на користь того, що поема була написана вже після смерті Вергілія [13]. Згідно з однією з версій, Вергілій почав її писати, а закінчив пізніше інший поет, що залишився безіменним [14].
- Вірш « Прокляття», написаний на високому художньому рівні, може бути пов'язаний з тимчасовою втратою Публієм його мантуанських володінь [15]: ліричний герой проклинає свої «роздерті землі» [16], які йому доводиться залишити, і згадує кохану на батьківщині на ім'я Лідія [17]. І тут автором міг бути «неотерик» Публій Валерій Катон [18].
- Після І століття н. е. могли бути написані дидактична поема «Етна» та вірш «Люкарниця»[19]; «Етну», мабуть, приписали Вергілію тільки через те, що в «Енеїді» є емоційний опис цього вулкана [20].
- «Суміш» є невпорядкованою збіркою невеликих віршів, більшість яких могла бути написана Вергілієм у молодості (тільки одне відноситься до часу, коли поет писав «Енеїду»).
- Поема «Сніданок» (Moretum) [21] — побутоописний епос, в якому будні селянина зображені без будь-якої ідеалізації. Судячи з окремих рядків, «Сніданок» створено після «Георгік», і одні дослідники вважають, що автори двох поем дотримувалися схожих поглядів значення селянської праці, інші — що автор «Сніданку» сміється з Вергілія [22].